# العنصرية البيئية في أوروبا

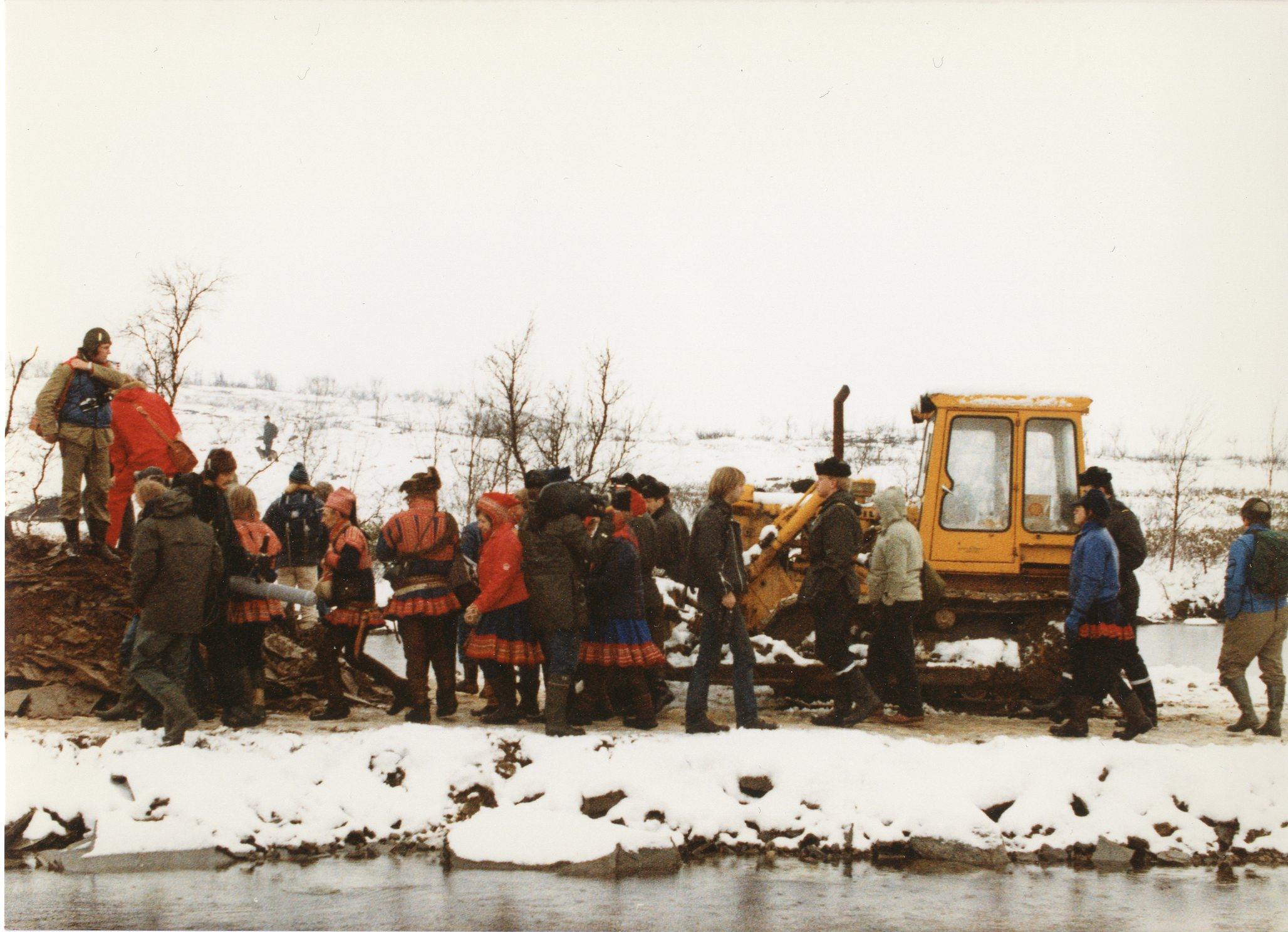

العنصرية البيئية، مصطلح استخدمه فينز (2013) للإشارة إلى «ممارسة الظلم البيئي في سياق عنصري» والتي تتعرض فيه «المجتمعات المهمشة اجتماعيًا ومجموعات الأقليات» للمخاطر البيئية بشكل غير متناسب، أو الحرمان من الوصول إلى مصادر الدعم البيئي، مثل الهواء النظيف، والمياه، والموارد الطبيعية، أو التعدي على حقوق الإنسان المتعلقة بالبيئة. تعتبر العدالة البيئة وفقًا لوكالة حماية البيئة الأمريكية أنها: «المعاملة العادلة للناس من جميع الأعراق، والثقافات، ومستويات الدخل، فيما يتعلق بتطوير القوانين، والنُظم، والسياسات البيئية».
افتُرضت أنماط «العنصرية البيئية» كما هو مطبق في أوروبا الغربية، بشكل خاص تجاه مجتمعات الروما. «أدّى انضمام الاتحاد الأوروبي إلى بلدان ما بعد الاشتراكية، إلى وجود مركز واقعي ومواقع هامشية في أوروبا نفسها، مما فاقم الوضع الاقتصادي والسياسي الهامشي للروما في أوروبا، والتي تواصل مجتمعاتها العيش كمستعمرات داخلية في أوروبا» وفقا لتريهان وكاتش (2009). حدد بعض الباحثين هذا الموقف الهامشي، والذي يُنظر فيه لمستوطنات الروما المعزولة وسكانها، على أنها مناطق دون إقليم محدد «خارج نطاق» مسؤولية الحكومة ومواطنة الاتحاد الأوروبي، كعامل يفاقم انتشار الأخطار البيئية (مثل القرب من المنشآت الصناعية، ومقالب النفايات غير القانونية أو السامة). حُددت هذه الممارسة فيما يتعلق بنقص الخدمات الأساسية، مثل المياه، والسكن، والصرف الصحي، والوصول إلى التعليم، أنها تؤثر على مجتمعات الروما المهمشة.

## أوروبا الوسطى والشرقية

### القضايا الأساسية
أعطت الحكومات الاشتراكية في أوروبا الوسطى والشرقية الأولوية عمومًا للتنمية الصناعية على حساب حماية البيئة، على الرغم من تنامي الوعي البيئي العام والحكومي في ستينيات وسبعينيات القرن العشرين. استمر صنّاع السياسة في التركيز على الخصخصة والتنمية الاقتصادية، على الرغم من تزايد الاهتمام العام بالآثار البيئية للتوسع الصناعي، مثل بناء المناجم والسدود، في أواخر ثمانينيات القران العشرين وأوائل تسعينياته. استمرت المشكلات البيئية، بعد تحوّل السوق، على الرغم من بعض التحسينات خلال المراحل المبكرة من التحول. حصلت إعادة هيكلة اجتماعية مهمة طوال ذلك الوقت، وجنبًا إلى جنب مع التغيرات البيئية.

«في حالة الرّوما في أوروبا الوسطى والشرقية (سي إي إي)، أصبحت المساحات التي يسكنها الرّوما من ذوي الدخل المنخفض مصنفة عرقيا، خلال فترة ما بعد الاشتراكية، مما كثّف من أنماط الاستبعاد البيئي على أسس عرقية» وفقًا لكي. هاربر وآخرون. سكنت شعوب الروما في أوروبا الوسطى والشرقية منذ ستمئة عام، وعملوا أو وُظّفوا تقليديا كعمال زراعيين بأجر يومي، وموسيقيين، وسمكريين، وحدادين. على حد تعبير كي. هاربر وآخرين:
تميزت فترة ما بين الحربين وفترة ما بعد الاشتراكية، في مخططهما، بحراك هابط وزيادة العزل المكاني لمجتمعات الروما، في هنغاريا، ورومانيا، وبلغاريا. ظهرت أنماط الاستبعاد البيئي في سياق هذه الدورات. توجد مستوطنات الروما الفقيرة في جميع أنحاء المنطقة في ضواحي القرى، منفصلة عن غالبية السكان بواسطة الطرق، أو السكك الحديدية، أو الحواجز الأخرى، ومنقطعة عن خطوط أنابيب المياه، ومعالجة مياه الصرف الصحي، حتى بعد مرور أكثر من خمسين عامًا على الاضطراب الاجتماعي للحرب العالمية الثانية، وتغيير النظام الشيوعي.
كتب عالم الأنثروبولوجيا إينيكو فينز في تحليل التهميش البيئي لمجتمعات الروما في رومانيا أن «العنصرية البيئية، تتفعل عند التقاطع بين تلويث البيئة الطبيعية، وتهميش الفئات الاجتماعية الأقل شأنا من خلال التعرف العنصري». غالبا ما تُعامل شعوب الروما على أنها ذات إشكالية بيئية، في جميع أنحاء أوروبا الوسطى والشرقية. انتقد ناشطو حقوق الروما السلطات السلوفاكية، بسبب الممارسة المزعومة المتمثلة في «استهداف مجتمعات الروما بعمليات الإخلاء القسري بحجة القانون البيئي، من خلال تعريفهم على أنهم مقالب النفايات».
وُجدت حالات موثّقة ضمن الثقافة الشعبية في أوروبا الوسطى، إذ وُصف السكان الغجر (الروما) بأنهم غير مسؤولين بيئيًا. تعد المنطقة القريبة من ممر النقل بين بريشوف وبوبراد في سلوفاكيا، منطقة مؤن مهمة لمجتمعات الروما، التي تجمع الفطر والتوت خلال الصيف للتجارة والاستهلاك المباشر. يعتبر هذا النشاط مهما بشكل خاص، بسبب الظروف المعيشية السيئة للعديد من الروما في المنطقة، والذين يشاركون بشكل متكرر في الحصاد غير القانوني للأراضي الزراعية الحكومية والخاصة. نشرت «مجلة شعبية» في عام 2006 مقالًا بعنوان «الجنادب: في حين يكسب الروما في منطقة تاترا المال من الغابات، فإن الدببة تتضور جوعًا».

زُعم في المقال أن الدببة السلوفاكية لم تتمكن من العثور على طعام كافٍ، للبقاء على قيد الحياة في فصل الشتاء، بسبب مؤن الروما، وكتب كي. هاربر وآخرون بالمثل، أنه يُنظر إلى السكان الغجر في هنغاريا من قبل ثقافة الأغلبية، على أنهم مجموعة «تفتقر إلى الوعي البيئي» بينما هم في نفس الوقت «لم تجمعهم أي رابطة أبدية مع الأرض»:
«تميل الخطابات البيئية المعاصرة إلى تصوير المهمشين، والسكان الأصليين بإحدى طريقتين: إما كبدائيين نبيلين أو كمسرفين بيئيين (كريش، 1999). لا يرتبط الروما- على عكس السكان الأصليين- في هنغاريا بـ«الأخلاق البيئية» الخالدة والموقرة، ربما بسبب استبعادهم من امتلاك الأراضي (تشالوغ، 1994). عُنّف شعب الروما الأكثر فقرًا، لاستخدامهم قصير النظر للموارد البيئية: تدفئة المنزل بخشب الغابات، وبأجزاء من المنزل نفسه (لادانيا وشيليني، 2006)، والانخراط في معالجة النفايات المعدنية شديدة الخطورة، ومزاعم بجمع زهور اللبن الثلجية وبيعها في المدينة. الحقيقة أن السكان الآخرين غير الروما، ينظرون إلى الروما على نطاق واسع كمجموعة تفتقر إلى الوعي البيئي بشدة، في حين يعترف العديد من المراقبين بعدم المساواة الهيكلية، والتاريخ الكامن وراء فقر مجتمعات الروما في المناطق الريفية وفي عصر ما بعد الصناعة».

### ليتوانيا
تعتبر جودة الإسكان الإجمالية لأفراد الروما في ليتوانيا رديئة «وغالبًا ما تقع في أماكن محرومة من حيث البنية التحتية» وفقا لتقرير صادر عن راكسن. وثّقت راكسن مخاوف بشأن جودة الوصول إلى المرافق مثل المياه والتدفئة، في مستطونة الروما في كيرتماي في فيلنيوس، مصرحةً:
«تتجلى قضية جودة الإسكان للروما بشكل أوضح في مستوطنة كيرتماي، حيث لا تستوفي المساكن المعايير من ناحية التدفئة، والمراحيض الخارجية، ومضخات المياه، والوصول المحدود إلى وسائل النقل العام. جُهّزت مستوطنة كيرتماي بالمرافق الأساسية، مثل المياه، والكهرباء، وجمع النفايات في عام 2001، وأُجريت تطورات أخرى- ربما نهائية- في أوائل عام 2004».
تقع المستوطنة في ضواحي فيلنيوس، وهي معزولة مكانيًا داخل منطقة صناعية، بالقرب من مطار فيلنيوس الدولي. يقطن المستوطنة ما يقدر بنحو خمسمئة شخص، ووصفتها راكسن بأنها «منعزلة، وتعاني من التمييز ضدهم فيما يتعلق بفرص الإسكان».
خلُصت راكسن فيما يتعلق بالوضع الوطني لإمكانية الوصول إلى المرافق بالنسبة لأفراد الروما الليتوانيين، إلى أن «نسبة كبيرة من الروما تعيش في مساكن دون المستوى المطلوب بشكل عام، ويوجد في جميع أنحاء البلاد أُسر من الروما ليس لديهم إمكانية الوصول إلى المرافق العامة، وبشكل رئيسي المرافق الصحية، والماء، والكهرباء».